# Neka
Nekā (farsi نكا) è il capoluogo dello shahrestān di Neka, circoscrizione Centrale, nella provincia del Mazandaran in Iran. Aveva, nel 2006, una popolazione di 46.152 abitanti. Si trova a est di Sari ed è attraversata dal fiume Neka.
Vi nacque Atefeh Rajabi Sahaaleh.